# III. Károly aquitániai király
Gyermek Károly (Frankfurt am Main, 847/848 – Buzançais, 866. szeptember 29.), II. (Kopasz) Károly nyugati frank király fia, I. (Jámbor) Lajos unokája, Aquitánia királya (855–866) volt Kopasz Károly királyságának részuralkodójaként.